# Denkô Mesa
Francisco Denkô Mesa (La Orotava, Tenerife. 1967) és un mestre budista espanyol. President espiritual de la «Comunitat Budista Soto Zen Canària» i primer laic reconegut com a mestre de budisme zen d'Europa.
El 1989 va començar a estudiar budisme, el mateix any que el seu mestre Dokushô Villalba funda la Comunitat Budista Soto Zen a Espanya. Després de completar els seus estudis búdicos Villalba el nomena successor al Dharma el 2005.
Aquest fet el converteix, d'acord amb la tradició budista, en legítim successor de Dokushô Villaba i en continuador de la nissaga espiritual de l'escola 
Soto. Aquesta escola, que recorre la història del budisme japonès al costat de la Rinzai i la Obaku, es remunta a l'mestre japonès de segle xii Dogen Zenji, els textos formen part del cànon de la tradició Soto.
Denko Mesa es va llicenciar en Filologia hispànica a la Universitat de La Laguna en el seu natal Tenerife. A més és professor de l'Màster en mindfulness de la Universitat de Saragossa. També, ha publicat diverses obres de poesia i sobre el budisme. Una de les seves principals activitats és la de dirigir recessos i impartir conferències, cursos i tallers relacionats amb les pràctiques meditatives.
Al costat de la seva dedicació com a mestre zen, exerceix docència com a professor de Llengua i Literatura a la ciutat de San Cristóbal de La Laguna, Tenerife.